# Matthias Hoff
Matthias Hoff (* 22. August 1983 in Titisee-Neustadt; auch bekannt als matzeup) ist ein deutscher Synchronsprecher, Hörspielsprecher und Stimmenimitator.

## Synchronisation (Auswahl)

### Filme
- 2021: als Montgomery Gower in Vergeltung – Revenge is coming
- 2021: als Priester und Polizist in A Writer's Odyssey – Wächter der Zeit
- 2022: als Otis in See for Me
- 2022: als Marshal Potter in Royals' Revenge – Das Gesetz der Familie
- 2022: als Nolan Knox in North Hollywood
- 2022: als Priester Bart in The Devil’s Light
- 2022: als Kenny in Ritualmord
- 2022: als Ma Long in Young Ip man: Crisis Time
- 2022: als Jimmy Jayne in Gasoline Alley – Justice Gets Dirty
- 2022: als Ben in Die Mörder meines Sohnes
- 2023: als Gomez in Marlowe
- 2023: als Roach in Kit & Antoinette und der magische Himbeerhut
- 2023: als Josh in The Ledge – Tödlicher Vorsprung
- 2024: als Scott in Dark Windows – Fenster zur Finsternis
- 2024: als Mr. Fuller in Linoleum – Das All und all das

### Serien
- 2021: als Radiosprecher in Stargirl
- 2021: als Sakon Zeroemon Kiryuin in Special 7: Special Crime Investigation Unit (Anime)
- 2021: als Grange in Animal Kingdom
- 2021: als Raumschiffstimme in Lost in Space – Verschollen zwischen fremden Welten
- 2021: als Krans in Doctor Who – Das sonataranische Experiment
- 2022: als Dad in Chucky
- 2022: als Lieferant in Chucky
- 2022: als Dwayne in Chucky
- 2022: als Rockland Officer in Archive 81
- 2022: als Rido in DanMachi
- 2022: als Fotograf in Glühendes Feuer
- 2022: als Brent in Doctor Who – Die Saat des Todes
- 2022: als Barbier & Kunde in Salam – Rest in Peace
- 2022: als Sam Stone in 4400
- 2022: als Lon Beruk in Dragon Quest: The Adventure of Dai (Anime)
- 2022: als Gintaro in Gingitsune: Messenger Fox of the Gods
- 2023: als Uzuki Tempura in One Piece
- 2023: als Olo in Furioza – In den Fängen der Hooligans
- 2023: als Hickman in Doctor Who – Die Seeteufel
- 2023: als Toban Bear in SkyMed
- 2023: als Nobunaga in Sengoku Night Blood
- 2024: als Camio in The Devil is a Part-Timer
- 2024: als Adam Rockwell aka Century in Shy
- 2025: als Glenn Gallia in I May Be A Guild Receptionist

### Videospiele
- 2022: als Mes Astecher und Cheddar Bambroski in Tiny Tina's Wonderlands
- 2022: als Halus Sonnenwächter in Hearthstone
- 2022: als Deserteur der Legion in Legends of Runterra
- 2022: als Udyr (Rework) in League of Legends
- 2022: als Fender, Shadow TV Operator und Los Vaqueros Soldier in Call of Duty: Modern Warfare II
- 2023: als Kommandant der Dragoons & Hauptmann von Hugos Leibgarde in Final Fantasy XVI
- 2023: als Hethitischer General in Total War: Pharaoh
- 2023: als Dax Bashar in Everspace 2
- 2023: als Eugene in Marvel’s Spider-Man 2
- 2023: als Hauptmann Langer in Last Train Home
- 2024: als Vahram in Prince of Persia: The Lost Crown
- 2024: als Gargarensis, Seth & Zwerg in Age of Mythology Retold
- 2024: als Blazikon, Düsterer Jünger, Kobold in World of Warcraft: The War Within
- 2025: als Yan Feifeng, Seth & Krieger in Age of Mythology Retold Immortal Pillars
- 2025: als Fürst Hokuto in Assassin’s Creed Shadows
- 2025: als Dr. Salamander in Nikoderiko
- 2025: als Prinz Ahzrak in DOOM: The Dark Ages

## Hörbücher
- 2021: in Shining Snow Night – Kapitel Laris von D.C. Odesza, MVP, Berlin
- 2022: in Crush – Kapitel Hudson von Tracy Wolff, The AOS, Berlin
- 2022: in Silent Snow Night – Kapitel Laris von D.C. Odesza, MVP, Berlin
- 2022: in Covet – Kapitel Hudson von Tracy Wolff, The AOS, Berlin
- 2023: in Court – Kapitel Hudson von Tracy Wolff, The AOS, Berlin
- 2023: in Charm – Kapitel Hudson von Tracy Wolff, The AOS, Berlin
- 2023: in Ein Fall von Majestätsvergiftung von Chris McGeorge, Audio-To-Go, Irland

## Hörspiele (Auswahl)
- 2022: Die Denkmaschine – Folge 6 – Die drei Mäntel – als Hopkins, Full Cast Audio, Husum
- 2022: Francis Durbridge: Paul Temple und der Fall McRoy (Alfred Wintermann) – Komposition und Regie: Antonio Fernandes Lopes (Original-Hörspiel – HNYWOOD)
- 2022: Die letzten Helden – Konvent der Reinheit – als Tempeldiener, Holysoft, Aschaffenburg
- 2022: Die 3 Senioren – Das Geheimnis des Unsichtbaren – als Chauffeur, Contendo Media, Krefeld
- 2022: Der Thron der Nibelungen – als Karl, The AOS, Berlin
- 2022: SDP – Ein gutes schlechtes Vorbild – als Erzähler, Hund und Kind im Hörspiel – Berliner Plattenbau (BP), Berlin
- 2022: Midnight Tales – Grizzly-Grauen – als Marco, Contendo Media, Krefeld
- 2022: HUI BUH – Die Spinnenbeschwörung – als Kräuterhändler, Sony Music Entertainment Germany GmbH, Berlin
- 2022: Lost Minds – Vergessene Verbrechen – als Harrison, Sony Music Entertainment Germany GmbH, Berlin
- 2022: VIDAN - Schrei nach Leben – als Colonel Phoenix, Sony Music Entertainment Germany GmbH, Berlin
- 2024: Fangtastic Night – als Nathan Thomas, Golden Vision GmbH, Darmstadt
- 2024: The Moon Heritage Chronicles – als Franz, Golden Vision GmbH, Darmstadt
- 2024: Hurricane - Stadt der Lügen - als Bürgermeister Kerr, Sony Music Entertainment Germany GmbH, Berlin
- 2024: Who & What - Eliza Houdini & Millie Watson ermitteln - als Hector Hoskins, Audio Quants, Schweden